# Pâ (Burkina Faso)
Pour les articles homonymes, voir Pa.
Ne doit pas être confondu avec Pa (Burkina Faso).
Pâ est un village et le chef-lieu du département et la commune rurale de Pâ, situé dans la province des Balé et la région de la Boucle du Mouhoun au Burkina Faso.

## Géographie
La commune est traversée par la route nationale 1 et la route nationale 12.

## Éducation et santé
La commune accueille un centre de santé et de promotion sociale (CSPS).